# Methanolate

Methanolat-Ion

Methanolate (auch Methoxide, veraltet Methylate) sind Salze aus Metall-Kationen und Methanolat-Anionen. Das Methanolat-Ion entsteht formal aus Methanol durch Deprotonierung. Die Summenformel des Methanolat-Ions lautet CH3O−. Methanolate gehören zur Stoffgruppe der Alkoholate.